# بيدرو غيريرو
بيدرو غيريرو هو لاعب كرة قاعدة دومينيكاني، ولد في 29 يونيو 1956 في سان بيدرو دي ماكوريس في جمهورية الدومينيكان.

## وصلات خارجية
- بيدرو غيريرو على موقعبيزبول رفرنس.كوم (الدوري الرئيسي) (الإنجليزية)
- بيدرو غيريرو على موقعبيزبول رفرنس.كوم (الدوري الثانوي) (الإنجليزية)
- بيدرو غيريرو على موقع مشجعي الرسوم البيانية (الإنجليزية)